# Jan Uniken (1783-1859)
Jan Uniken (Wildervank, 26 oktober 1783 - aldaar, 2 februari 1859) was een Nederlandse grootgrondbezitter en vervener. Hij was een van de pioniers die, in het begin van de 19e eeuw, het veengebied in Oost-Groningen in ontginning nam.

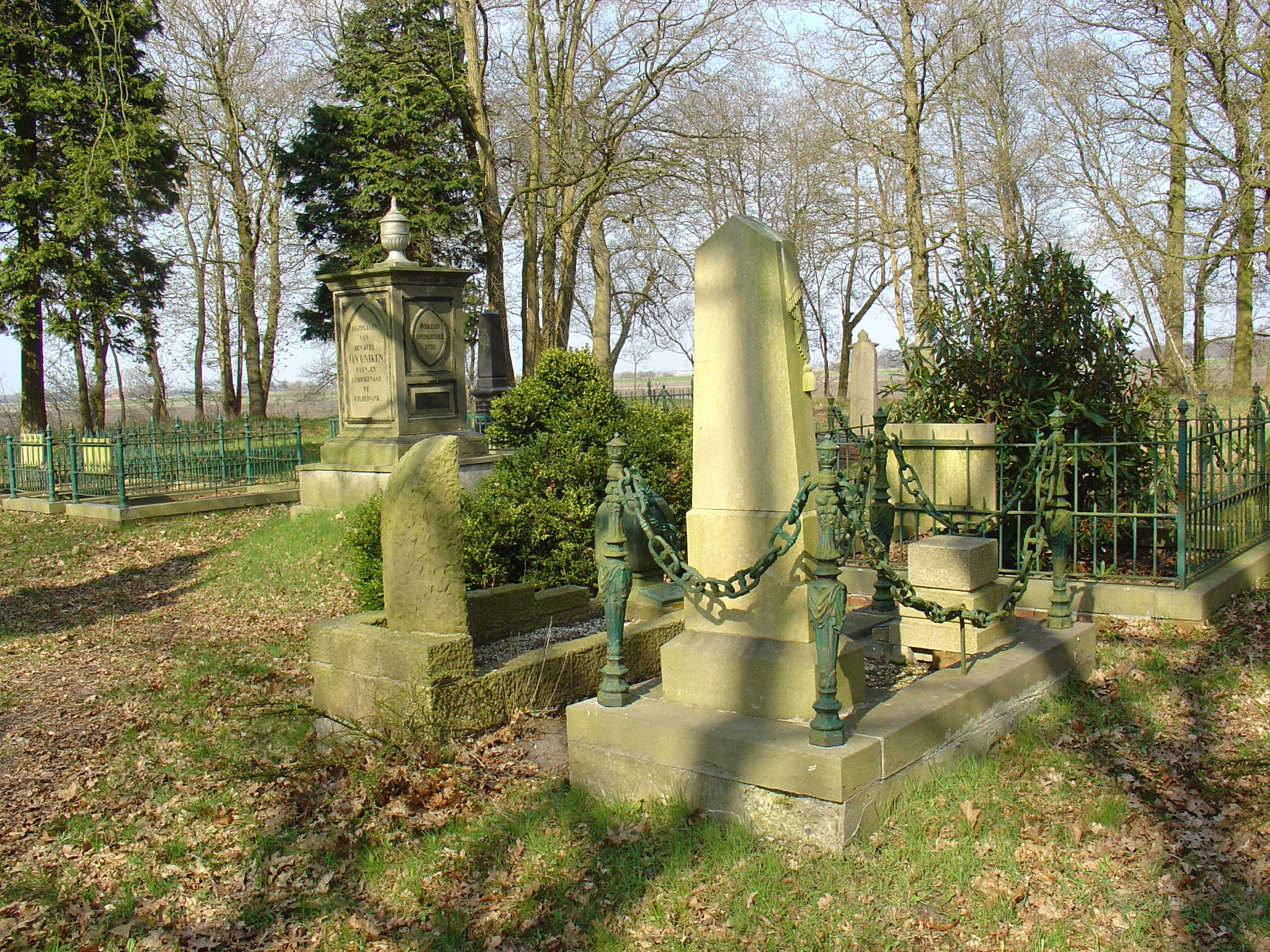
De Unikenbegraafplaats in het vroegere Wildervank in Stadskanaal - het grafmonument met de vaas is ter nagedachtenis aan Jan Uniken opgericht

Uniken was een zoon van de Wildervankster collector, landeigenaar en veengebruiker Ellerus Uniken en Catharina de Cock. Hij werd geboren in Wildervank op 26 oktober 1783 en gedoopt aldaar op 2 november van dat jaar. Zijn gelijknamige grootvader, de koopman Jan Uniken, had zich vanuit Bellingwedde in Wildervank gevestigd en had aldaar in 1735 een veenplaats verworven. Zijn grootvader stond aan de wieg van de aanleg van het Stadskanaal in de tweede helft van de 18e eeuw.
Uniken werd opzichter voor de stad Groningen over het veengebied van de stad in het oosten van de provincie Groningen. Daarnaast was hijzelf ook grootgrondbezitter in dit gebied. Bij zijn overlijden in 1859 bezat hij circa 800 hectare grond. Uniken hield toezicht namens de stad op de ontwikkeling van het veengebied bij Musselkanaal. Daarnaast spande hij zich in voor de economische en sociale ontwikkeling van de streek. Hij was betrokken bij de oprichting van de eerste school in het gebied en bij de oprichting van de Nutsspaarbank. Hij was ook de medevoorbereider van het convenant in 1817 tussen de stad Groningen en de Drentse veengenoten, waarbij werd vastgelegd, dat de Drentse turf door het Stadskanaal zou worden afgevoerd. Dit was een voor de stad Groningen zeer gunstige regeling: in de periode van 1816 tot 1848 bedroeg de totale winst voor Groningen 935.000 gulden.
Uniken bleef ongehuwd. Hij overleed in februari 1859 op 75-jarige leeftijd en werd begraven op de door hemzelf gestichte familiebegraafplaats Uniken, die hij had aangelegd bij de door hem gebouwde Unikenborg, een boerderij met tuin, vijvers en een boscomplex in Wildervank. Zijn broer Egbert was door hem aangewezen als universeel erfgenaam van zijn bezittingen.

## Unikenstraat en Unikenkade
Het Stadskanaal werd aangelegd evenwijdig aan de grens tussen Groningen en Drenthe vanuit het noordwesten naar het zuidoosten in de provincie Groningen. Vanuit die richting zijn de eerste straat en de eerste kade in Stadskanaal naar de familie Uniken genoemd, de Unikenstraat en Unikenkade.